# Плита Альтиплано
Плита Альтиплано — тектоническая плита расположенная на юге Перу, западной Боливии и на крайнем севере Чили. Имеет площадь — 0,0205 стерадиан. Обычно рассматривается в составе Южно-Американской плиты.
Под плитой Альтиплано происходит субдукция Южно-Американской плиты и плиты Наска.